# Ivan Prpić (politolog)
Ivan Prpić (Boštanje, Slovenija, 15. studenog 1936. – Zagreb, 28. listopada 2014.), hrvatski politolog.
Diplomirao je sociologiju i filozofiju na Filozofskom fakultetu u Zagrebu. Zaposlen je na Fakultetu političkih znanosti u Zagrebu od samog osnutka tog fakulteta 1962. godine, gdje je do umirovljenja 2006. godine izvodio nastavu na kolegiju Uvod u političku znanost ( u jednom periodu i Povijest političkih ideja ). 
Godine 1970. doktorirao je na istom fakultetu na temu Kritika pojma države u ranim radovima Karla Marxa. Središnji predmet njegova istraživanja je moderna politička misao. Bio je član Hrvatskog politološkog društva. Autor je knjige Država i društvo, objavljene 1976. godine, te urednik i priređivač brojnih zbornika političkih spisa. Urednik je monografije "Država i političke stranke", nastale u sklopu projekta Hrvatskog pravnog centra i objavljene 2004.